# Grön väglöpare
Grön väglöpare (Ophonus laticollis) är en skalbaggsart som först beskrevs av Mannerheim 1825.  Grön väglöpare ingår i släktet Ophonus, och familjen jordlöpare. Arten är reproducerande i Sverige.